# SV Большого Пса
SV Большого Пса (лат. SV Canis Majoris) — одиночная переменная звезда в созвездии Большого Пса на расстоянии приблизительно 3030 световых лет (около 929 парсеков) от Солнца. Видимая звёздная величина звезды — от +10,3m до +9,8m.

## Характеристики
SV Большого Пса — красная пульсирующая полуправильная переменная звезда типа SRB (SRB) спектрального класса M3-M4.